# Leptolepis
Leptolepis ("känsligt fjäll") är ett utdött släkte av äkta benfiskar som levde under mesozoikum. 

## Beskrivning

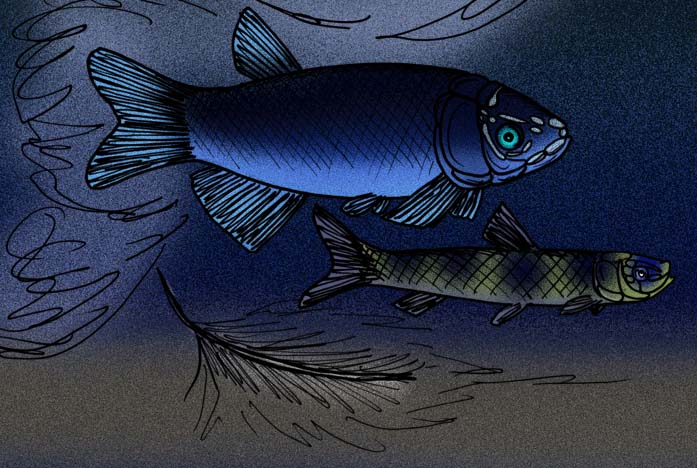
Rekonstruktion av Leptolepis koonwarriensis

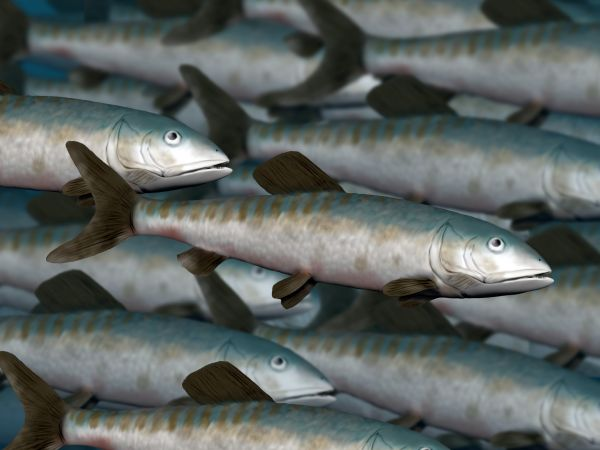
Illustration av ett Leptolepis stim

Leptolepis var ungefär 30 cm lång och liknade en sill, trots att den inte är besläktade med sillen. Den var den första benfisken som verkligen levde upp till sitt namn, då den innehaver ett skelett som helt och hållet är av ben. andra släkten som till exempel Pholidophorus hade skelettet uppbyggt av både ben och brosk. En annan modern egenskap hos Leptolepis var dess fjäll, sen saknade beläggningen men den var fortfarande kvar hos föregående släkten. De två utvecklingarna gjorde det lättare för den att simma, eftersom den beniga ryggraden var mer hållbar mot trycket av alla rörelser när den simmade.
Massgravar av Leptolepis tyder på att den troligen levde i stim, vilket gav individerna skydd mot rovdjur när de åt plankton vid ytan. Pelagosaurus var ett rovdjur som jagade Leptolepis. Man har funnit fossil där Pelagosaurus hade Leptolepisfossil i magen.